# 第2次スーパーロボット大戦
『第2次スーパーロボット大戦』（だいにじスーパーロボットたいせん）は、1991年12月29日にバンプレストが日本で発売したファミリーコンピュータ用シミュレーションロールプレイングゲーム。

## 概要
SDで表現されたロボットたちが競演する同社のクロスオーバー作品『スーパーロボット大戦シリーズ』第2作目。「第2次」と銘打たれているが、前作であるゲームボーイ用ソフト『スーパーロボット大戦』（1991年）とストーリーおよび世界観のつながりはなく、シリーズカテゴリの一つである「DC戦争シリーズ」の第1作目にあたる。内容は前作から大幅に変更されており、システムの骨子はこの作品で確立された。ルート分岐は無く全26話構成。
開発はウィンキーソフトが行い、前作に引き続きプロデューサーはじっぱ ひとからげ、ゲーム・デザインは阪田雅彦が担当した他、音楽は後にスーパーファミコン用ソフト『第3次スーパーロボット大戦』（1993年）や『スーパーロボット大戦EX』（1994年）を手掛けた田中伸一が担当している。
1995年にゲームボーイ用ソフト『第2次スーパーロボット大戦G』（だいにじスーパーロボットたいせんジー）としてリメイク版が発売された他、1999年にはPlayStation用ソフトとしてリメイク版が発売された。ファミリーコンピュータ版はゲームキューブ用ソフト『スーパーロボット大戦GC』（2004年）の購入者特典としてゲームボーイアドバンスに移植された他、ニンテンドー3DS用ソフト『スーパーロボット大戦BX』（2015年）の初回特典として3DSに移植された。PlayStation版は2011年にゲームアーカイブス対応ソフトとして配信された。
ファミリーコンピュータ版はゲーム誌『ファミコン通信』の「クロスレビュー」にてシルバー殿堂を獲得した。

## ゲーム内容
ここでは、本作特有のシステムや新規追加・変更されたシステムについて解説する。シリーズ共通のシステムについてはスーパーロボット大戦シリーズのシステムを参照。
パイロット
前作ではロボットは擬人化されていたが、本作でパイロットが初採用された。これにより原作での人間関係が再現され、深みのある物語が展開されるようになる。特に前作からある説得で、原作で救えなかったキャラクターを仲間にできるなどオリジナル展開が用意され、作品を盛り上げるのに一役買った。
ユニット
ユニットはパイロットのレベル上昇に合わせてパワーアップしていく。武器は1ユニットあたり2つであり「低威力で高命中／高威力で低命中」または「接近攻撃（射程1の武器）／間接攻撃（射程2以上の武器）」の組み合わせの場合がほとんど。シナリオの進行によってより強力な武器が追加される場合は、以前の武器と入れ替わりとなり、常に武器数は2つである。
速度
以後のシリーズのシステムにはないパラメータ「速度」があり、レベルアップに応じて上昇する。速度に一定以上の差があると攻撃・反撃・再攻撃（または再反撃）と一回の戦闘で2回攻撃がおこる。これを踏まえて、精神コマンドの気合などでダメージ量が変化する効果が2回分反映され、上手く活用することで大きなダメージを与えることが可能。
ショップ
獲得した資金を使いショップで買い物ができる。ショップはMAP上の特定地点にあるが、位置のヒントなどはゲーム中で提示されない。『機動戦士ガンダム』のミライ・ヤシマが店員をしており、ブライトで訪れると専用の挨拶で迎えてくれる。
PS版では『スーパーロボット大戦F』のシステムを用いている関係で、上記のほとんどが変更されている。これに伴い、マップのレイアウトもFC版をベースに変更されている。

## ストーリー
類まれなる頭脳と、優れたカリスマ性を持つ天才科学者・ビアン・ゾルダーク博士は、長年の緻密な調査により外外宇宙から地球に脅威が迫っていることを知る。自分の主張に耳を貸さない国連ではこの重大な危機に全く対抗できないことを悟ったビアンは、秘密結社・ディバイン・クルセイダーズ（通称：DC）を結成。武力による世界統一、すなわち世界征服を目指した。
DCの電撃戦の前に国連軍は壊滅状態に陥り、またたく間に全世界の8割が制圧されてしまう。さらにはビアンが設計し、自ら操縦する究極ロボ・ヴァルシオンによって、優秀なロボットやパイロットは次々に敗れ、捕虜となっていった。
もはやビアンの目的達成は間近だと思われていたが、まだ抵抗を続ける人々も残っていた。ゲリラ的に活動を続けていた彼らは、ガンダム・マジンガーZ・ゲッターロボの3体のスーパーロボットを要するホワイトベースを中心に力を結集し始める。唯一DCに対抗できる戦力を持ったホワイトベース隊は、各地を転々としながら仲間を集め、敢然とDCに反旗を翻した。
数々の激戦を潜り抜けたホワイトベース隊は、遂にDC本部のあるジャブロー要塞にて、ビアンとヴァルシオンを打ち破る。戦いを終えたスーパーロボットとそのパイロット達は「次なる戦いがいずれ来る」という死に際にビアンが残した言葉を胸に秘めながらも、つかの間の平和に身体を休めるのだった。後にこの戦いは、DC戦争（ビアンの反乱、第2次スーパーロボット大戦とも）と呼ばれることになる。

## 登場作品
★マークはシリーズ初参戦作品。

### 一覧
- 機動戦士ガンダム
- 機動戦士Ζガンダム
- 機動戦士ガンダムΖΖ
- 機動戦士ガンダム 逆襲のシャア
- 機動戦士ガンダムF91
- マジンガーZ
- グレートマジンガー
- ★UFOロボ グレンダイザー
- ゲッターロボ
- ゲッターロボG
- ★魔装機神サイバスター

### 解説
初登場作品は『UFOロボ グレンダイザー』と『魔装機神サイバスター』。『魔装機神サイバスター』は他の登場作品と異なり、原作が存在しないスーパーロボット大戦オリジナルの作品である。本作で主人公であるマサキ・アンドーとサイバスター、およびライバルのシュウ・シラカワとグランゾンが登場。開発当初は『聖戦士ダンバイン』も登場させる予定であったが調整段階でNGとなり、イメージ的に近いものとしてサイバスターが登場した。
本作ではグレートマジンガーのパイロットの剣鉄也とゲッターポセイドンのパイロットである車弁慶が登場しない。そのためグレートマジンガーは兜甲児がマジンガーZから、ゲッターポセイドンは巴武蔵がゲッター3から乗り換える。
またグレンダイザーはスペイザーに加えて、ダブルスペイザー・ドリルスペイザー・マリンスペイザーは変形扱いで登場し、それぞれ合体した形態に変形する。なお、ダブルスペイザー・ドリルスペイザー・マリンスペイザーが変形可能になると、スペイザーに変形できなくなる。
PS版ではRX-78-2ガンダムがイベントによってGアーマーに変形できるシステム、新たなユニットで『マジンガーZ』に登場するダイアナンAが追加（同時にFC版で離脱していたパイロットの弓さやかが復帰して、最後まで使用可能になる）され、FC版で離脱になっていた一部のユニット・パイロットが最後まで使用可能になった。
登場作品には表記されていないが映画『グレートマジンガー対ゲッターロボ』（1975年）に登場するギルギルガンと、本作オリジナルのパワーアップ形態メカギルギルガンが登場。また、映画『グレートマジンガー対ゲッターロボG 空中大激突』（1975年）からはボング、OVA『機動戦士ガンダム0080 ポケットの中の戦争』（1989年）からはズゴックEおよびハイゴッグが登場している。

### パッケージ登場機体
ファミリーコンピュータ版、PlayStation版
- グレートマジンガー（グレートマジンガー）
  - マジンガーZ（マジンガーZ）
  - ガラダK7（マジンガーZ）

- ゲッタードラゴン（ゲッターロボG）
  - ゲッター1（ゲッターロボ）
  - メカザウルス ズー（ゲッターロボ）

- νガンダム（機動戦士ガンダム 逆襲のシャア）
  - ガンダム（機動戦士ガンダム）
  - ザクII（機動戦士ガンダム）
  - グフ（機動戦士ガンダム）

ゲームボーイ版
- V2ガンダム（機動戦士Vガンダム）
- ゲッター1（ゲッターロボ）
- サイバスター（魔装機神サイバスター）
- νガンダム（機動戦士ガンダム 逆襲のシャア）
- マジンガーZ（マジンガーZ）

## 他機種版

### 一覧
| No. | タイトル                                 | 発売日         | 対応機種                           | 開発元           | 発売元       | メディア                            | 型式         | 備考                                                                                          | 出典        |
| --- | ---------------------------------------- | -------------- | ---------------------------------- | ---------------- | ------------ | ----------------------------------- | ------------ | --------------------------------------------------------------------------------------------- | ----------- |
| 1   | 第2次スーパーロボット大戦G               | 1995年6月30日  | ゲームボーイ                       | ウィンキーソフト | バンプレスト | 4メガビットロムカセット             | DMG-AG2J-JPN | 売上本数：20万本（出荷本数） スーパーゲームボーイでは専用のピクチャーフレームが用意されている | [ 1 ]       |
| 2   | スーパーロボット大戦コンプリートボックス | 1999年6月10日  | PlayStation                        | ウィンキーソフト | バンプレスト | CD-ROM                              | SLPS-02070   |                                                                                               |             |
| 3   | 第2次スーパーロボット大戦                | 1999年12月2日  | PlayStation                        | ウィンキーソフト | バンプレスト | CD-ROM                              | SLPS-02406   |                                                                                               | [ 1 ]       |
| 4   | ファミコンミニ 第2次スーパーロボット大戦 | 2004年12月16日 | ゲームボーイアドバンス             | ウィンキーソフト | バンプレスト | ロムカセット                        | -            | ファミリーコンピュータ版の移植 『スーパーロボット大戦GC』購入者特典                           | [ 5 ]       |
| 5   | 第2次スーパーロボット大戦                | 2011年1月26日  | PlayStation 3 PlayStation Portable | ウィンキーソフト | バンナム     | ダウンロード （ゲームアーカイブス） | -            | PlayStation版の移植                                                                           | [ 6 ] [ 7 ] |
| 6   | 第2次スーパーロボット大戦                | 2012年8月28日  | PlayStation Vita                   | ウィンキーソフト | バンナム     | ダウンロード （ゲームアーカイブス） | -            | PlayStation版の移植                                                                           |             |
| 7   | 第2次スーパーロボット大戦                | 2015年8月20日  | ニンテンドー3DS                    | ウィンキーソフト | バンナム     | ダウンロード                        | -            | ファミリーコンピュータ版の移植 『スーパーロボット大戦BX』初回特典                             | [ 8 ] [ 9 ] |

### 移植版
ゲームボーイアドバンス版
ファミコンミニシリーズの1作であり、ゲームキューブ用ソフト『スーパーロボット大戦GC』（2004年）の購入者特典として抽選で2000名に非売品としてプレゼントされた。後のニンテンドーDS用ソフト『スーパーロボット大戦W』（2007年）および『スーパーロボット大戦K』（2009年）などのダブルスロットシステムに対応するソフトの中では、一番特典の効果が大きい。
ニンテンドー3DS版
ニンテンドー3DS用ソフト『スーパーロボット大戦BX』（2015年）の初回封入特典レベルアップキャンペーンの結果、同ソフトの初回封入特典として3DS版のダウンロード番号が付属された。

### リメイク版
ゲームボーイ版
『第2次スーパーロボット大戦G』と題し、ゲームボーイにリメイク移植された。タイトルのGの文字は「Gleam」や「GAMEBOY」、「GREAT」、「GIANT」などの意味を持つ。システムは当時最新の『第4次』のものへ変更されている。
FC版に登場した全ての参戦作品に加え、新たに『機動戦士Vガンダム』、『機動武闘伝Gガンダム』が新規参戦作品として追加。それぞれシリーズ初登場であり、序盤は『機動戦士Vガンダム』、後半は『機動武闘伝Gガンダム』がストーリーを引っ張っていく。それに伴い一部シナリオの変更、ステージ数の増加、ルート分岐追加が行われた。『UFOロボ グレンダイザー』は携帯機初参戦。
ゲームボーイ版が発売された当時は『第2次』は国連によって改ざんされた偽りの記録であり、本当のDC戦争を記したものが『第2次G』であるという位置づけだった。しかし、1997年に発売された『第4次』のリメイク版である『スーパーロボット大戦F』（以後『F』）に『機動武闘伝Gガンダム』が新顔として登場したことでストーリーのつじつまが合わなくなり、「（物語上）『第2次G』は無かったことになった」と寺田が冗談混じりに語っている。
PlayStation版
『第3次』や『スーパーロボット大戦EX』（1994年）と3作セットで『スーパーロボット大戦コンプリートボックス』としてPlayStationにリメイク移植された。内容は上記のゲームボーイ版ではなくFC版を元にしている。システムは当時最新の『F』のものに変更され、ゲームバランスも改められた。また各作品は1999年と2000年に単品でも発売されている。2011年1月26日には単品版がPlayStation Storeのゲームアーカイブスで配信された。

## 開発、プロモーション
ハードが前作のゲームボーイからFCになったことでグラフィックは大幅に強化された。特にゲッターロボの合体デモはFCの機能を限界まで駆使してゲットマシンの動きを再現し、当時はまだバンプレストに入社していなかった元シリーズプロデューサーの寺田貴信を驚かせた。
前作ではパイロットが登場せずにロボットが擬人化されたオリジナルの世界設定だったが、本作では原作どおりにパイロットが登場し原作の人間関係やエピソードなどが再現され、ストーリー性は大幅に増した。しかし、登場作品の大半が放送終了後で視聴が困難なことから、内容がマニア向けになった。さらに、当時はすでにスーパーファミコンが発売されFCからスーパーファミコンへの移行期であり、メディアでの露出が減っていたことや、クリスマス・年末商戦に間に合わない年明け間近の発売であったことなどから、売上が前作の半分以下にまで落ち込んだ。この結果を受けてバンプレスト側でシリーズ打ち切りが検討されたが、ウィンキーソフト側の懇願により結論は次回作であるスーパーファミコン用ソフト『第3次スーパーロボット大戦』（1993年）の売上で出されることになった。なお、ウィンキーソフトはシリーズが打ち切られた場合他社へ企画を持ち込むつもりだったという。
ファミリーコンピュータ版のテレビCMでは、マジンガーZ、νガンダム、ゲッターロボの3体が、ホワイトベースから出撃するシーンを3Dグラフィックスで描いている。また、兜甲児役の石丸博也、アムロ・レイ役の古谷徹、流竜馬役の神谷明が、それぞれの決め台詞を叫ぶ。
ゲームボーイ版のテレビCMでは、FC版『第2次』、『第3次』、『EX』のCMをつなぎ合わせ、そこにゲーム映像を加えている。ナレーションは神谷明。

## スタッフ
ファミリーコンピュータ版
- プロデューサー：じっぱ ひとからげ
- ゲーム・デザイン：阪田雅彦
- グラフィック：知見浩之、阪田雅彦
- 音楽：田中伸一
- プログラム：庄真宏
- スペシャル・サンクス：みずしま けいたろう

ゲームボーイ版
- プロデューサー：寺田貴信
- シナリオ：阪田雅彦
- ゲーム・デザイン：徳村義則
- プログラム：渡辺猛
- グラフィック：武馬功治
- サウンド：三垣敦史
- スペシャル・サンクス：じっぱひとからげ

## 評価
ファミリーコンピュータ版
ゲーム誌『ファミコン通信』の「クロスレビュー」では合計31点（満40点）でシルバー殿堂を獲得、『ファミリーコンピュータMagazine』の読者投票による「ゲーム通信簿」での評価は以下の通り、21.4点（満30点）となっている。
| 項目 | キャラクタ | 音楽 | お買得度 | 操作性 | 熱中度 | オリジナリティ | 総合 |
| 得点 | 4.1        | 3.5  | 3.4      | 3.4    | 3.6    | 3.5            | 21.4 |
ゲームボーイ版
ゲーム誌『ファミコン通信』の「クロスレビュー」では、7・6・8・7の合計28点（満40点）、『ファミリーコンピュータMagazine』の読者投票による「ゲーム通信簿」での評価は以下の通り、23.6点（満30点）となっている。
| 項目 | キャラクタ | 音楽 | お買得度 | 操作性 | 熱中度 | オリジナリティ | 総合 |
| 得点 | 4.1        | 3.8  | 3.9      | 3.9    | 4.2    | 3.8            | 23.6 |

## 関連商品

### 攻略本
ファミリーコンピュータ必勝法スペシャル 第2次スーパーロボット大戦
勁文社、ケイブンシャの大百科別冊。
FC版『第2次スーパーロボット大戦』の攻略本。
スーパーロボット大戦 完全ガイド
勁文社、ケイブンシャの大百科別冊。
『スーパーロボット大戦』、FC版『第2次スーパーロボット大戦』、スーパーファミコン版『第3次スーパーロボット大戦』の3作を対象にした攻略本。発売前のスーパーファミコン版『スーパーロボット大戦EX』も紹介されている。
第2次スーパーロボット大戦G 必勝攻略法
双葉社、ゲームボーイ完璧攻略シリーズ、ISBN 4-575-28484-X。
『第2次スーパーロボット大戦G』の攻略本。
第2次スーパーロボット大戦G
勁文社、ISBN 4-7669-2314-6。
『第2次スーパーロボット大戦G』の攻略本。

### ムック
- 全スーパーロボット大戦大百科
- 全スーパーロボット大戦電視大百科 シークレットファイル ISBN 4-7669-3121-1
- 全スーパーロボット大戦2大百科 ISBN 4-7669-2461-4
- 全スーパーロボット大戦シリーズ大百科 ISBN 4-7669-2935-7
- スーパーロボット大戦大図鑑 ISBN 4-87025-990-7
- スーパーロボット大戦読本 ISBN 4-7669-3217-X
- スーパーロボット大戦大事典’99 ISBN 4-07-311131-0
- スーパーロボット大戦大事典 ISBN 4-07-304651-9
- スーパーロボット大戦エンサイクロペディア DC戦争編 ISBN 4-7669-3821-6